# Раджшахи (округ)
Раджшахи (бенг. রাজশাহী জেলা, англ. Rajshahi District) — округ на северо-западе Бангладеш. Входит в состав одноимённой области. Образован в 1772 году. Административный центр — город Раджшахи. Площадь округа — 2407 км². По данным переписи 2001 года население округа составляло 2 262 483 человека. Уровень грамотности взрослого населения составлял 30,61 %, что ниже среднего уровня по Бангладеш (43,1 %). 93 % населения округа исповедовало ислам, 5 % — индуизм и 1,5 % — христианство.

## Административно-территориальное деление
Округ делится на 9 подокругов (upazila):
1. Багха (Багха)
2. Багмара (Багмара)
3. Чаргхат (Чаргхат)
4. Дургапур (Дургапур)
5. Годагари (Годагари)
6. Моханпур (Моханпур)
7. Паба (Паба)
8. Путхия (Путхия)
9. Таноре (Таноре)